# Harvard Mark II
Pour les articles homonymes, voir Mark II.
Le Harvard Mark II était un ordinateur électromécanique construit à l'Université Harvard sous la direction de Howard Aiken et fut fini en 1947. Il fut financé par la marine des États-Unis.

## Présentation
Le Mark II a été construit avec des relais électromagnétiques à haute vitesse plutôt qu'avec des compteurs électro-mécaniques comme ceux utilisés pour le Harvard Mark I, ce qui le rend beaucoup plus rapide que son prédécesseur. Le temps mis pour une addition était de 0,125 seconde et le temps pour une multiplication était de 0,75 seconde. Il y avait donc une accélération par des facteurs de 2,6 et 8, respectivement, en comparaison avec le Mark I. Il fut la seconde machine (après le Bell Labs Relay Calculator) à avoir du matériel à virgule flottante. Une caractéristique unique du Mark II est qu'il possède plusieurs fonctions telles l'inverse, la racine carrée, le logarithme, l'exponentielle et certaines fonctions trigonométriques construites en version matérielle et pas logicielle. Ces fonctions prenaient entre 5 et 12 secondes pour s'exécuter.
Le Mark II n'était pas un ordinateur à programme enregistré – il lisait une instruction du programme à la fois à partir d'une bande et l'exécutait (comme le faisait le Mark I). Cette séparation des données et des instructions est connue sous le nom d'architecture Harvard. Le Mark II avait une méthode de programmation particulière qui était conçue de sorte à assurer que le contenu d'un registre était disponible lorsqu'il était demandé. La bande contenant le programme pouvait encoder seulement huit instructions, et donc ce qu'un code d'instruction particulier signifiait dépendait du moment où il était exécuté. Chaque seconde était divisée en plusieurs périodes, et une instruction pouvait signifier différentes choses dans des périodes différentes. Une addition pouvait être commencée à n'importe laquelle de huit périodes de la seconde, une multiplication pouvait être démarrée à n'importe laquelle de quatre périodes de la seconde, et un transfert de données pouvait débuter à n'importe laquelle des douze périodes de la seconde. Bien que ce système fonctionnât, il rendait la programmation compliquée, et il réduisait d'une certaine façon l'efficacité de la machine.
Le Mark II fit tourner certains programmes de tests réalistes en juillet 1947. Il fut livré au centre de test de l'US Navy de Dahlgren (Virginie) en 1947 ou 1948.